# Diccionari etimològic i complementari de la llengua catalana
Le Diccionari etimològic i complementari de la llengua catalana (titre original, en catalan ; littéralement « Dictionnaire étymologique et complémentaire de la langue catalane »), couramment abrégé en DECat, est un dictionnaire du catalan en 9 volumes publié entre 1980 et 1991 par Curial Edicions Catalanes, écrit par le philologue catalan Joan Coromines avec la collaboration de Max Cahner et Joseph Gulsoy. Un dixième volume (2001) contient un supplément et des index.

## Présentation
Comme son nom le suggère, et comme d'autres œuvres précédentes de Coromines (notamment le Diccionario crítico etimológico de la lengua castellana, lui consacré au castillan), l'œuvre recoupe différentes informations critiques, étymologiques, historiques ou relatives à l'usage de chaque terme étudié. Il inclut également de nombreuses références et comparaisons avec d'autres langues.
Il renferme de nombreuses indications toponymiques, reprises et développées par l’auteur dans son œuvre Onomasticon Cataloniae.[réf. nécessaire]
Coromines le présente comme « l'œuvre de toute une vie ».